# عواقب (مجموعه تلویزیونی ۲۰۱۰)
عواقب (به انگلیسی: Aftermath) یک مجموعهٔ تلویزیونی مستند کانادایی-آمریکایی محصول سال ۲۰۱۰ است که توسط شبکهٔ تلویزیونی هیستوری کانادا ساخته و توسط کرم پروداکشنز تهیه شده است. این برنامه از شبکهٔ نشنال جئوگرافیک در آمریکا پخش شد.
عواقب شامل آزمایش‌های فکری است که به این موضوع می‌پردازند که اگر رویدادها و تغییرات بسیار دور در زمان حال رخ دهند، چه اتفاقی برای زمین خواهد افتاد. این سریال دنباله‌ای بر ویژه‌برنامهٔ تلویزیونی عواقب: جمعیت صفر است.
در سال ۲۰۱۰، این مجموعه نامزد دریافت جایزهٔ جمینی ۲۰۱۰ برای بهترین مستند شد.

## قسمت‌ها

### جهان پس از انسان/نقطهٔ صفر جمعیت
این قسمت، که بخش ویژهٔ قسمت اول سریال است، فرضیه‌ای را مطرح می‌کند که اگر همهٔ انسان‌ها ناگهان از زمین ناپدید شوند، چه اتفاقی می‌افتد.

### جهان بدون نفت
این قسمت سناریوی تهی شدن نفت را فرض می‌کند، که در آن تقریباً تمام نفت روی زمین در یک شب ناپدید می‌شود.
در چند دقیقهٔ اول، تقریباً ۱۰۰٬۰۰۰ میلیارد بشکه (۱٫۶×۱۰۱۶ لیتر) نفت زیرزمینی ناپدید می‌شود. با کاهش شدید فشار لوله‌ها، آژیرهای هشدار در سکوهای نفتی به صدا درمی‌آیند و کارمندان و شیمی‌دانان در سراسر جهان را به کشف این وضعیت عجیب‌وغریب سوق دادند. یک روز پس از محدود شدن ذخایر نفت، آسفالت، گازوئیل، بنزین و قیر نیز نایاب می‌شود. این باعث می‌شود ۲ تریلیون دلار سهام بی‌ارزش شود و با ورشکستگی این صنعت، کارگران نفتی اخراج شوند. مصرف‌کنندگان برای آخرین سوخت‌گیری خودروهای خود به پمپ بنزین‌ها هجوم می‌برند، در حالی که کشتی‌های نفت‌کش برای نجات ذخایر ملی نفت به کشورهای مبدأ خود فراخوانده می‌شوند. تمام حمل‌ونقل بین‌المللی، از جمله لجستیک، متوقف شده است، به این معنی که منابعی مانند فولاد، غذا، تجهیزات پزشکی و زباله جابه‌جا نمی‌شوند.
پنج روز پس از تمام شدن نفت، نیروگاه‌ها تمام گازوئیل موجود را مصرف کردند و باعث قطعی گستردهٔ برق شدند. برای جلوگیری از شورش و غارت، حکومت نظامی اعلام می‌شود. بیکاری به ۳۰ درصد افزایش می‌یابد. دام‌ها به دلیل کمبود غذا تلف می‌شوند. زغال‌سنگ که هنوز در دسترس است، برای مدت کوتاهی به منبع اصلی سوخت تبدیل می‌شود، اما مردم به سرعت با کمبود مواجه می‌شوند. سی روز پس از پایان نفت، قطارهای مسافربری دیزلی با جیرهٔ سوختی حرکت می‌کنند و جاده‌ها خالی از ماشین است. دولت‌ها برنامه‌های سوخت زیستی را آغاز می‌کنند، و این چنین کشورهایی که پیش از ناپدید شدن ذخایر، مقادیر زیادی سوخت زیستی تولید می‌کردند، می‌توانند اثرات منفی از دست دادن نفت را کاهش دهند.
پنج ماه پس از پایان نفت، سه تولیدکنندهٔ بزرگ خودرو توسط دولت ایالات متحده ملی شدند. قحطی و عفونت‌های مقاوم به دارو، مرگ را تهدید می‌کنند، در حالی که بسیاری با رسیدن محموله‌های غذایی هر دو روز یکبار، شروع به مهاجرت می‌کنند. هنوز به خودروهای امدادی سهمیهٔ سوخت داده می‌شود. بنزین انبار شده به دلیل نگهداری در شرایط نامناسب، کیفیت خود را از دست می‌دهد و غیرنظامیان برای تولید سوخت زیستی خود شروع به آزمایش با مواد شیمیایی می‌کنند. در حالی که برخی دولت‌ها استفاده از سوخت‌های زیستی را پذیرفته و تولید انبوه را آغاز می‌کنند، برخی دیگر به تردید می‌افتند که آیا باید محصولات کشاورزی را برای غذا یا سوخت کاشت، و در نهایت کاشت سوخت‌های زیستی را به‌طور کلی کنار می‌گذارند.